# Liverpool F.C. mùa bóng 2010–11
Năm 2011 sẽ là mùa giải thứ 119 trong lịch sử của Liverpool. Mùa giải này Liverpool được tài trợ bởi ngân hàng Standard Chartered, sau khi kết thúc hợp đồng với hãng bia Carlsberg sau 18 năm tài trợ. Trước mùa giải đã có sự thay đổi người quản lý cho Liverpool, với việc Rafael Benítez rời câu lạc bộ sau thỏa thuận ngày 3 tháng 6 năm 2010.
Ngày 1 tháng 7 năm 2010, Roy Hodgson được tuyên bố là nhà cầm quân mới. Ngày 22 tháng 9 năm 2010, Liverpool bị loại khỏi cúp liên đoàn sau khi thua chung cuộc đội bóng Northampton Town của giải hạng hai trên chấm phạt đền sau khi hòa 2-2. Họ cũng bị loại khỏi FA Cup sau khi thua Manchester United với tỉ số 1-0 tại Old Trafford ở vòng 3. Hiện nay họ đang tiếp tục hành trình tìm cúp tại giải UEFA Europa League.
Ngày 8 tháng 1 năm 2011, Roy Hodgson đã rời câu lạc bộ theo thỏa thuận chung và Kenny Dalglish được bổ nhiệm làm quản lý tới cuối mùa giải

## Đội hình chính
| Số áo    | Tên                 | Quốc tịch   | Vị trí            | Năm sinh, Tuổi    | Chuyển đến từ                      | Thời gian hết hợp đồng |
| Thủ môn  | Thủ môn             | Thủ môn     | Thủ môn           | Thủ môn           | Thủ môn                            | Thủ môn                |
| -------- | ------------------- | ----------- | ----------------- | ----------------- | ---------------------------------- | ---------------------- |
| 1        | Brad Jones          | Úc          | Thủ môn           | 19 tháng 3, 1982  | Middlesbrough                      | 2013                   |
| 25       | Pepe Reina          | Tây Ban Nha | Thủ môn           | 31 tháng 8, 1982  | Villarreal                         | 2016                   |
| 42       | Peter Gulacsi       | Hungary     | Thủ môn           | 6 tháng 3, 1990   | MTK Hungaria                       | ?                      |
| Hậu vệ   |                     |             |                   |                   |                                    |                        |
| 2        | Glen Johnson        | Anh         | Hậu vệ chạy cánh  | 23 tháng 8, 1984  | Portsmouth                         | 2013                   |
| 5        | Daniel Agger        | Đan Mạch    | Trung vệ          | 12 tháng 12, 1984 | Brøndby                            | 2014                   |
| 6        | Fábio Aurélio       | Brasil      | Hậu vệ chạy cánh  | 24 tháng 9, 1979  | Cầu thủ tự do                      | 2012                   |
| 16       | Sotirios Kyrgiakos  | Hy Lạp      | Trung vệ          | 23 tháng 7, 1979  | AEK Athens                         | 2011                   |
| 22       | Danny Wilson        | Scotland    | Trung vệ          | 27 tháng 12, 1991 | Rangers                            | 2013                   |
| 23       | Jamie Carragher     | Anh         | Trung vệ          | 28 tháng 1, 1978  | Đội trẻ và học viện Liverpool F.C. | 2013                   |
| 32       | Stephen Darby       | Anh         | Hậu vệ cánh       | 10 tháng 6, 1988  | Đội trẻ và học viện Liverpool F.C. | ?                      |
| 34       | Martin Kelly        | Anh         | Hậu vệ cánh       | 27 tháng 4, 1990  | Đội trẻ và học viện Liverpool F.C. | 2014                   |
| 37       | Martin Škrtel       | Slovakia    | Trung vệ          | 15 tháng 12, 1984 | Zenit Saint Petersburg             | 2014                   |
| Tiền vệ  |                     |             |                   |                   |                                    |                        |
| 4        | Raul Meireles       | Bồ Đào Nha  | Tiền vệ trung tâm | 17 tháng 3, 1983  | FC Porto                           | 2014                   |
| 8        | Steven Gerrard      | Anh         | Tiền vệ trung tâm | 30 tháng 5, 1980  | Đội trẻ và học viện Liverpool F.C. | 2013                   |
| 10       | Joe Cole            | Anh         | Tiền vệ công      | 8 tháng 11, 1981  | Chelsea                            | 2014                   |
| 12       | Dani Pacheco        | Tây Ban Nha | Tiền vệ công      | 5 tháng 1, 1991   | Barcelona                          | 2014                   |
| 17       | Maxi Rodríguez      | Argentina   | Tiền vệ cánh      | 2 tháng 1, 1981   | Atlético Madrid                    | 2013                   |
| 18       | Dirk Kuyt           | Hà Lan      | Tiền vệ cánh      | 22 tháng 7, 1980  | Feyenoord                          | 2012                   |
| 21       | Lucas               | Brasil      | Tiền vệ trung tâm | 9 tháng 1, 1987   | Grêmio                             | 2012                   |
| 26       | Jay Spearing        | Anh         | Tiền vệ trung tâm | 25 tháng 11, 1988 | Đội trẻ và học viện Liverpool F.C. | 2012                   |
| 28       | Christian Poulsen   | Đan Mạch    | Tiền vệ thủ       | 28 tháng 2, 1980  | Juventus                           | 2013                   |
| 33       | Jonjo Shelvey       | Anh         | Tiền vệ           | 27 tháng 2, 1992  | Charlton Athletic                  | 2014                   |
| Tiền đạo |                     |             |                   |                   |                                    |                        |
| 7        | Luis Alberto Suárez | Uruguay     | Tiền đạo          | 24 tháng 1, 1987  | Ajax                               | 2016                   |
| 9        | Andy Carroll        | Anh         | Tiền đạo          | 6 tháng 1, 1989   | Newcastle                          | 2017                   |
| 14       | Milan Jovanović     | Serbia      | Tiền đạo          | 18 tháng 4, 1981  | Standard Liège                     | 2013                   |
| 24       | David N'Gog         | Pháp        | Tiền đạo          | 1 tháng 4, 1989   | Paris Saint-Germain                | 2012                   |
| 39       | Nathan Eccleston    | Anh         | Tiền đạo          | 30 tháng 12, 1990 | Đội trẻ và học viện Liverpool F.C. | 2013                   |

## Đội hình xuất phát
- Cập nhật lần cuối: Ngày 1 tháng 2 năm 2011

| Reina Kelly Carragher Škrtel Johnson Lucas Gerrard Kuyt Rodriguez Meireles Suarez |
| .                                                                                 |